# Syacium ovale
Syacium ovale е вид лъчеперка от семейство Paralichthyidae. Видът не е застрашен от изчезване.

## Разпространение и местообитание
Разпространен е в Гватемала, Еквадор, Колумбия, Коста Рика, Мексико, Никарагуа, Панама, Перу, Салвадор и Хондурас.
Среща се на дълбочина от 1,8 до 289 m, при температура на водата от 7,4 до 27,9 °C и соленост 34,1 – 36 ‰.

## Описание
На дължина достигат до 23 cm.